# Liste des châteaux de la Moselle
la liste des châteaux de la Moselle recense de manière non exhaustive les châteaux (de défense ou d'agrément), maisons fortes, mottes castrales, situés dans le département français de la Moselle. Il est fait état des inscriptions et classements au titre des monuments historiques.

## Liste
| Icône            | Signification    | Abréviations             | Abréviations                  | Abréviations             | Abréviations           |
| ---------------- | ---------------- | ------------------------ | ----------------------------- | ------------------------ | ---------------------- |
| Château fort     | Château fort     | = Bastide                | = Ferme fortifiée             | = Maison forte           | = (Néo-)Palladianisme  |
| Renaissance      | Renaissance      | = Château gascon         | = Folie (montpelliéraine)     | = Manoir, Gentilhommière | = Résidence épiscopale |
| Domaine viticole | Domaine viticole | = Classicisme, classique | = Forteresse, fort(ification) | = Maison (noble)         | = Style Beaux-Arts     |
| Palais           | Palais           | = Commanderie            | = Gothique (flamboyant)       | = Néo-baroque            | = Style Second Empire  |
| Ruine ou disparu | Ruine, disparu   | = Château pinardier      | = Hôtel particulier           | = Néo-classique          | = Style italianisant   |
|                  |                  | = Demeure seigneuriale   | ... = Style Louis XII...XVI   | = Néo-gothique           | = Style troubadour     |
|                  |                  | = Éclectisme             | = Logis (seigneurial)         | = Néo-Renaissance        | = Villa (de Nice)      |
| Baroque, rococo  | Baroque, rococo  | = Édifice religieux      | = Motte castrale/féodale      | = Pavillon de chasse     | = Styles du XXe siècle |

| Type                                                                                 | Château                                                      | Commune                         | Protection | Notes | Coordonnées                 | Illustration |
| ------------------------------------------------------------------------------------ | ------------------------------------------------------------ | ------------------------------- | --- | --- | --------------------------- | ------------ |
| Motte castrale ou féodale · Ruine ou disparu                                         | Vieux château d'Abreschviller (Alberschweiler)               | Abreschviller                   | | Moyen Âge, seules subsistent quelques pierres et une citerne | 48° 37′ 03″ N, 7° 07′ 12″ E |              |
| Style Second Empire                                                                  | Château Adt                                                  | Forbach                         | | XIXe siècle, Conservatoire de Musique et de Danse | 49° 11′ 04″ N, 6° 54′ 31″ E |              |
| Maison forte · Classicisme, classique                                                | Château d'Alteville                                          | Tarquimpol                      | | XVIe et XVIIIe siècles, chambres d'hôtes | 48° 46′ 25″ N, 6° 46′ 02″ E |              |
| Château fort                                                                         | Château d'Ancerville (Anserweiler)                           | Ancerville                      | Inscrit MH (1988) · Notice no PA00106719                                                                                       | Moyen Âge | 49° 01′ 49″ N, 6° 23′ 11″ E |              |
| Maison forte · Style Louis XV · Ruine ou disparu                                     | Château d'Arry                                               | Arry                            | Classé MH (1979, 1998) · Inscrit MH (1996) · Notice no PA00116081 · Notice no PA57000001 · Notice no IA80000371                | XVIIIe et XXe siècles, détruit | 48° 59′ 46″ N, 6° 03′ 25″ E |              |
| Château fort · Renaissance                                                           | Château d'Aubigny                                            | Coincy                          | Inscrit MH (1993) · Notice no PA00125534                                                                                       | Moyen Âge, XVIe et XVIIIe siècles, propriété privée | 49° 06′ 06″ N, 6° 16′ 23″ E |              |
| Château fort · Renaissance · Classicisme, classique                                  | Château d'Aulnois                                            | Aulnois-sur-Seille              | Classé MH (1963) · Notice no PA00106726                                                                                        | XIVe et XVe siècles, XVIe et XVIIIe siècles, propriété privée | 48° 52′ 09″ N, 6° 18′ 48″ E |              |
| Classicisme, classique                                                               | Château de Bagneux                                           | Vernéville                      | | XVIIIe siècle | 49° 07′ 35″ N, 6° 00′ 01″ E |              |
| Baroque, rococo                                                                      | Château Barrabino                                            | Forbach                         | | XVIIIe siècle, office de tourisme | 49° 11′ 09″ N, 6° 53′ 42″ E |              |
| Néo-classique                                                                        | Château de Barst                                             | Barst                           | Notice no IA00037069 | XIXe siècle, restaurant | 49° 04′ 11″ N, 6° 50′ 00″ E |              |
| Château fort · Ruine ou disparu                                                      | Château de Bellerstein (Schloesschen)                        | Éguelshardt (Bellerstein)       | | Moyen Âge, détruit dont ne subsiste plus que les vestiges d'un escalier | 49° 00′ 25″ N, 7° 29′ 35″ E |              |
| Édifice religieux · Classicisme, classique                                           | Château de Berg-sur-Moselle                                  | Berg-sur-Moselle                | Inscrit MH (2003) · Notice no PA57000025 · Notice no IA00053102                                                                | XVIIIe et XIXe siècles, ancienne résidence des abbés d'Echternach | 49° 25′ 47″ N, 6° 18′ 38″ E |              |
| Néo-classique                                                                        | Château de Bétange                                           | Florange                        | Inscrit MH (1993, 2007) · Notice no PA00125536                                                                                 | XIXe et XXe siècles, propriété privée | 49° 20′ 12″ N, 6° 07′ 11″ E |              |
| Château fort · Forteresse, fort(ification)                                           | Citadelle de Bitche (Bitsch)                                 | Bitche                          | Classé MH (1979) · Notice no PA00106736 · Notice no IA00037798                                                                 | XIIIe et XVIIe siècles, XVIIIe et XIXe siècles, ancien château fort reconverti en citadelle                                                                                        | 49° 03′ 10″ N, 7° 25′ 53″ E |              |
| Château fort · Ruine ou disparu                                                      | Château de Bitche-le-Vieux (Alt-Bitsch)                      | Lemberg                         | | XIIe siècle, détruit | 49° 00′ 59″ N, 7° 22′ 21″ E |              |
| Château fort · Classicisme, classique                                                | Château de Blettange                                         | Bousse                          | Notice no IA00038124 | XVe siècle, XVIIIe et XXe siècles | 49° 16′ 11″ N, 6° 11′ 55″ E |              |
| Classicisme, classique                                                               | Château de Brecklange                                        | Hinckange                       | | en partie brûlé (révolution ?) et reconstruit en 1792, a été remanié en corps de ferme fin 19ey propriété privée                                                                   | 49° 11′ 16″ N, 6° 27′ 36″ E |              |
| Château fort · Classicisme, classique                                                | Château de Bourg-Esch                                        | Schwerdorff                     | | Moyen Âge, XVIIe siècle | 49° 23′ 02″ N, 6° 33′ 48″ E |              |
| Classicisme, classique                                                               | Château de Buchy                                             | Buchy                           | | XVIIe et XVIIIe siècles, chambres d'hôtes | 48° 58′ 48″ N, 6° 16′ 41″ E |              |
| Néo-classique                                                                        | Château de Burthecourt                                       | Salonnes                        | Notice no IA57001376 Notice no IA57001377 Notice no IA57001378 Notice no IA57001379                                            | XIXe et XXe siècles | 48° 46′ 54″ N, 6° 29′ 14″ E |              |
| Renaissance                                                                          | Château de Buy                                               | Antilly                         | Inscrit MH (1997) · Notice no PA57000007                                                                                       | XVIe et XVIIe siècles, discothèque | 49° 11′ 46″ N, 6° 13′ 54″ E |              |
| Classicisme, classique                                                               | Château de Charleville-sous-Bois                             | Charleville-sous-Bois           | Inscrit MH (1993) · Notice no PA00125533                                                                                       | XVIIIe siècle | 49° 11′ 27″ N, 6° 24′ 42″ E |              |
| Maison (noble)                                                                       | Château Rexroth                                              | Charleville-sous-Bois           | | XXe siècle | 49° 11′ 27″ N, 6° 24′ 42″ E |              |
| Maison forte · Ruine ou disparu                                                      | Maison forte de Château-Voué                                 | Château-Voué                    | Inscrit MH (1991) · Notice no PA00107046                                                                                       | il ne reste de cette solide maison forte qu' une tour, pointée vers l'Est et quelques murs épais qui partent de ladite tour                                                        | 48° 51′ 01″ N, 6° 37′ 17″ E |              |
| Classicisme, classique                                                               | Château de Chérisey                                          | Chérisey                        | Inscrit MH (1986) · Notice no PA00106748                                                                                       | XIX} | 49° 00′ 43″ N, 6° 14′ 08″ E |              |
| Classicisme, classique · Ruine ou disparu                                            | Château de Colombey                                          | Coincy                          | | XVIIIe siècle, brûlé en 1870, démoli | 49° 06′ 28″ N, 6° 15′ 44″ E |              |
| Classicisme, classique                                                               | Château de Courcelles                                        | Montigny-lès-Metz               | Site classé (1950) | XVIIIe siècle, restaurant | 49° 06′ 11″ N, 6° 09′ 29″ E |              |
| Renaissance                                                                          | Château de Craincourt                                        | Craincourt                      | Inscrit MH (1991) · Notice no PA00107052                                                                                       | XVe et XVIe siècles, propriété privée | 48° 52′ 32″ N, 6° 19′ 16″ E |              |
| Château fort · Ruine ou disparu                                                      | Château de Créhange                                          | Créhange                        | | XIIIe siècle, détruit | 49° 02′ 56″ N, 6° 34′ 26″ E |              |
| Château fort · Ruine ou disparu                                                      | Château de Dabo (Dagsbourg, Dagsburg)                        | Dabo                            | Site classé (1935) | Moyen Âge, détruit | 48° 38′ 57″ N, 7° 14′ 43″ E |              |
| Château fort · Renaissance · Ruine ou disparu                                        | Château de Daspich                                           | Florange                        | | Moyen Âge, XVIe siècle, détruit et disparu | 49° 19′ 49″ N, 6° 08′ 00″ E |              |
| Classicisme, classique · Ruine ou disparu                                            | Château de Dieuze                                            | Dieuze                          | | XVIIIe siècle, se trouvait à l'emplacement du tribunal | 48° 48′ 41″ N, 6° 43′ 12″ E |              |
| Renaissance · Ruine ou disparu                                                       | Château de Distroff                                          | Distroff                        | Notice no IA00038148 | XVIIe et XIXe siècles, Infos | 49° 19′ 54″ N, 6° 15′ 48″ E |              |
| Maison forte · Ruine ou disparu                                                      | Maison forte de Distroff                                     | Distroff                        | Notice no IA00038149 | XVe siècle, XVIIIe et XIXe siècles, détruit en avril 1985 par la CEDEST, entreprise héritière de ce site et cela malgré une procédure de classement du château qui était en cours. | 49° 19′ 54″ N, 6° 15′ 40″ E |              |
| Classicisme, classique                                                               | Château de Ditschviller                                      | Cocheren                        | | XVIIIe siècle | 49° 08′ 51″ N, 6° 50′ 31″ E |              |
| Maison (noble) · Renaissance                                                         | Château du Donnerscheuer                                     | Thionville                      | Notice no IA57000034 | XVe et XVIe siècles XVIIIe et XIXe siècles | 49° 22′ 21″ N, 6° 08′ 33″ E |              |
| Château fort · Ruine ou disparu                                                      | Château des ducs de Lorraine (Château de Sierck)             | Sierck-les-Bains                | Classé MH (1930) · Notice no PA00107005 · Notice no IA00037535 · Notice no IA00037536                                          | Moyen Âge, important château des ducs de Lorraine, il permettait une surveillance de la Moselle, il est doté d'une enceinte plus ou moins ovale coupée de tours                    | 49° 26′ 26″ N, 6° 21′ 30″ E |              |
| Renaissance                                                                          | Château d'Einartzhausen                                      | Phalsbourg                      | Classé MH (1937) · Notice no PA00106933                                                                                        | XVIe siècle, propriété de l'État | 48° 45′ 56″ N, 7° 15′ 39″ E |              |
| Renaissance                                                                          | Château de l'ermitage Saint-Jean                             | Moulins-lès-Metz                | | XVe et XVIe siècles | 49° 06′ 23″ N, 6° 06′ 19″ E |              |
| Château fort · Classicisme, classique · Ruine ou disparu                             | Châteaux d'Eschviller (Eschweiler)                           | Volmunster (Eschviller)         | Notice no IA00037381 | Moyen Âge, XVIIIe siècle, château fort et château moderne détruits en 1958 | 49° 08′ 02″ N, 7° 22′ 52″ E |              |
| Château fort · Classicisme, classique                                                | Château des Étangs                                           | Les Étangs                      | Inscrit MH (2004) · Notice no PA57000028                                                                                       | XIVe et XVIe siècles, XVIIIe et XIXe siècles | 49° 08′ 28″ N, 6° 22′ 36″ E |              |
| Classicisme, classique · Résidence épiscopale · Ruine ou disparu                     | Château des évêques de Metz                                  | Moulins-lès-Metz                | | XVIIIe siècle, détruit en 1944 | 49° 04′ 50″ N, 6° 07′ 27″ E |              |
| Renaissance                                                                          | Château Fabert                                               | Moulins-lès-Metz                | Inscrit MH (1990) · Notice no PA00107036                                                                                       | XVe et XVIe siècles | 49° 06′ 21″ N, 6° 06′ 26″ E |              |
| Château fort · Ruine ou disparu                                                      | Château du Falkenstein                                       | Philippsbourg                   | Classé MH (1930) · Notice no PA00106970 · Notice no IA00037995                                                                 | XIIe siècle, propriété de l'État | 49° 00′ 17″ N, 7° 33′ 54″ E |              |
| Château fort · Renaissance                                                           | Château de Fénétrange (Finstingen)                           | Fénétrange                      | Classé MH (1982) · Inscrit MH (1982) · Notice no PA00106761                                                                    | XIVe et XVIe siècles, XVIIIe siècle | 48° 50′ 46″ N, 7° 01′ 16″ E |              |
| Château fort · Ruine ou disparu                                                      | Château de Florange                                          | Florange                        | | Moyen Âge, détruit | 49° 19′ 38″ N, 6° 07′ 31″ E |              |
| Styles xxe siècle                                                                    | Château de Forbach (Le Burghof)                              | Forbach                         | | construit vers 1900, restaurant | 49° 10′ 55″ N, 6° 54′ 14″ E |              |
| Château fort · Ruine ou disparu                                                      | Château de Frauenberg                                        | Frauenberg                      | Classé MH (1921) · Notice no PA00106768                                                                                        | XIIIe et XIVe siècles, XVIIe et XVIIIe siècles | 49° 08′ 03″ N, 7° 07′ 46″ E |              |
| Château fort · Ruine ou disparu                                                      | Château de Frescaty                                          | Metz                            | | Moyen Âge | ?                           |              |
| Maison forte · Classicisme, classique                                                | Château de Fürst                                             | Folschviller                    | Notice no IA00037017 | Moyen Âge, XVIIIe siècle | 49° 04′ 50″ N, 6° 40′ 38″ E |              |
| Classicisme, classique                                                               | Château de Gendersberg (Gentersberg)                         | Hanviller (Gendersberg)         | Inscrit MH (1984) · Notice no PA00106777                                                                                       | XVIIIe siècle, bâtiments agricoles, propriété privée | 49° 06′ 49″ N, 7° 26′ 08″ E |              |
| Château fort · Ruine ou disparu                                                      | Château de Geroldseck                                        | Niederstinzel                   | Inscrit MH (2000) · Notice no PA57000020                                                                                       | Moyen Âge | 48° 51′ 58″ N, 7° 02′ 38″ E |              |
| Château fort · Renaissance · Classicisme, classique                                  | Château de Goin                                              | Goin                            | « Photo », notice no AP22K002745                                                                                               | XVe et XVIe siècles, XVIIIe siècle | 48° 59′ 17″ N, 6° 13′ 09″ E |              |
| Édifice religieux · Classicisme, classique                                           | Palais abbatial de Gorze                                     | Gorze                           | Classé MH (1932, 2006) · Notice no PA00106773                                                                                  | XVIIe et XVIIIe siècles | 49° 03′ 14″ N, 5° 59′ 49″ E |              |
| Palais · Néo-Renaissance                                                             | Palais du Gouverneur de Metz                                 | Metz                            | Inscrit MH (1975) · Notice no PA00106912                                                                                       | XXe siècle, néo-renaissance allemande | 49° 06′ 48″ N, 6° 10′ 07″ E |              |
| Renaissance                                                                          | Château Grignan                                              | Moulins-lès-Metz                | | XIVe et XVIe siècles, mairie | 49° 06′ 24″ N, 6° 06′ 25″ E |              |
| Château fort · Classicisme, classique                                                | Château de Grimon                                            | Saint-Julien-lès-Metz           | | XIVe et XVIIIe siècles | 49° 08′ 35″ N, 6° 13′ 11″ E |              |
| Classicisme, classique · Ruine ou disparu                                            | Château de Guermange                                         | Guermange                       | Inscrit MH (1980) · Notice no PA00106776                                                                                       | XVIIIe siècle, deux pavillons d'angle du parc | 48° 47′ 44″ N, 6° 48′ 39″ E |              |
| Maison forte · Ruine ou disparu                                                      | Maison forte de Guermange                                    | Guermange                       | | XIVe et XVe siècles, XVIIIe et XIXe siècles | 48° 47′ 39″ N, 6° 48′ 33″ E |              |
| Château fort · Ruine ou disparu                                                      | Château du Grand-Arnsbourg (Großarnsburg)                    | Baerenthal (Untermuehlthal)     | Classé MH (1994) · Notice no PA00106728 · Notice no IA00037763                                                                 | XIIe siècle | 48° 57′ 05″ N, 7° 33′ 41″ E |              |
| Château fort · Classicisme, classique                                                | Château de La Grange                                         | Manom                           | Classé MH (1984) · Inscrit MH (1984) · Notice no PA00106801 · Notice no IA00038533 · Jardin remarquable · Notice no JAR0000145 | Moyen Âge, XVIIe et XVIIIe siècles, XIXe et XXe siècles, musée | 49° 22′ 36″ N, 6° 10′ 01″ E |              |
| Château fort · Classicisme, classique                                                | Château de La Grange-aux-Ormes                               | Marly                           | | Moyen Âge, XVIIe et XVIIIe siècles, golf | 49° 04′ 41″ N, 6° 09′ 10″ E |              |
| Classicisme, classique                                                               | Château de Guising (Gisingen)                                | Bettviller (Guising)            | Notice no IA00056325 | XVIIIe et XIXe siècles, ancien corps de ferme, propriété privée | 49° 04′ 24″ N, 7° 15′ 57″ E |              |
| Classicisme, classique                                                               | Château d'Hausen                                             | Hombourg-Haut                   | Inscrit MH (2019) · Notice no PA57000043 · Notice no IA00037127                                                                | XVIIIe siècle, hôtel de Ville | 49° 07′ 26″ N, 6° 46′ 26″ E |              |
| Château fort · Classicisme, classique                                                | Château de Hayes                                             | Hayes                           | Inscrit MH (2004) · Notice no PA00106782                                                                                       | Moyen Âge, XVIIe et XVIIIe siècles | 49° 09′ 59″ N, 6° 21′ 54″ E |              |
| Château fort · Classicisme, classique                                                | Château d'Helfedange                                         | Guinglange                      | | XIIe et XVIIe siècles | 49° 04′ 52″ N, 6° 31′ 48″ E |              |
| Château fort · Ruine ou disparu                                                      | Château du Helfenstein                                       | Philippsbourg                   | Notice no IA00037996 | Moyen Âge, château fort détruit dont ne subsiste plus que de rares vestiges, propriété de l'État                                                                                   | 49° 00′ 19″ N, 7° 34′ 06″ E |              |
| Classicisme, classique · Ruine ou disparu                                            | Château de Hellering                                         | Hombourg-Haut                   | Notice no IA00037128 | XVIIe et XVIIIe siècles, XIXe siècle, propriété privée | 49° 06′ 54″ N, 6° 47′ 03″ E |              |
| Classicisme, classique                                                               | Château d'Henriette de Lorraine                              | Saint-Avold                     | Notice no IA00037059 | XVIIIe siècle, mairie | 49° 06′ 16″ N, 6° 42′ 21″ E |              |
| Château fort · Ruine ou disparu                                                      | Château de Hingsange (Hingsingen)                            | Grostenquin                     | | XIIIe et XVIIIe siècles, détruit, ne subsiste qu'une ferme | 48° 57′ 35″ N, 6° 44′ 23″ E |              |
| Classicisme, classique                                                               | Château Le Hof                                               | Thionville                      | Inscrit MH (1992) · Notice no PA00107077 · Notice no IA57000035                                                                | XVIIIe siècle, propriété privée | 49° 22′ 09″ N, 6° 08′ 35″ E |              |
| Pavillon de chasse · Ruine ou disparu                                                | Château du Hohe Weyersberg (Hochweihersberg)                 | Mouterhouse (Gruenberg)         | Notice no IA00037972 | XVIe siècle, détruit dont ne subsiste plus que les vestiges d'une tour | 49° 00′ 03″ N, 7° 27′ 19″ E |              |
| Château fort · Renaissance · Classicisme, classique                                  | Château de Hombourg-Budange                                  | Hombourg-Budange                | Inscrit MH (1988) · Classé MH (1994) · Notice no PA00106786 · Notice no IA00038189                                             | XIIIe et XIXe siècles, XVIe et XVIIe siècles, XVIIIe et XIXe siècles, propriété privée                                                                                             | 49° 17′ 42″ N, 6° 20′ 27″ E |              |
| Château fort · Ruine ou disparu                                                      | Château de Hombourg-Haut                                     | Hombourg-Haut                   | Classé MH (1930) · Notice no PA00106788 · Notice no IA00037126                                                                 | XIIIe siècle, XVIe et XVIIe siècles, détruit vers 1735 | 49° 07′ 39″ N, 6° 46′ 52″ E |              |
| Ferme fortifiée · Ruine ou disparu                                                   | Château de la Horgne                                         | Montigny-lès-Metz               | Inscrit MH (2020) · Notice no PA57000046                                                                                       | XVe siècle | 49° 05′ 21″ N, 6° 10′ 30″ E |              |
| Forteresse, fort(ification) · Ruine ou disparu                                       | Fort d'Illange (Feste Illingen)                              | Illange                         | | XXe siècle | 49° 19′ 57″ N, 6° 10′ 28″ E |              |
| Classicisme, classique · Ruine ou disparu                                            | Château 1 de Jallaucourt                                     | Jallaucourt                     | | XVIIe siècle, porte cochère 1624 | 48° 50′ 25″ N, 6° 23′ 20″ E |              |
| Classicisme, classique                                                               | Château 2 de Jallaucourt                                     | Jallaucourt                     | | XVIIIe siècle | 48° 50′ 19″ N, 6° 23′ 19″ E |              |
| Maison forte                                                                         | Château de Jouy-aux-Arches                                   | Jouy-aux-Arches                 | | XIIIe siècle, bâtiment rectangulaire en calcaire jaune, deux tours d'angle | 49° 03′ 34″ N, 6° 04′ 32″ E |              |
| Château fort · Classicisme, classique · Ruine ou disparu                             | Château de Ladonchamps                                       | Woippy                          | | XIVe et XVIIIe siècles, détruit 1944, sauf la chapelle | 49° 10′ 07″ N, 6° 09′ 40″ E |              |
| Style troubadour                                                                     | Château des Lanzy                                            | Meisenthal (Schieresthal)       | Notice no IA00037958 | XIXe et XXe siècles, château de style troubadour, propriété privée | 48° 58′ 26″ N, 7° 21′ 11″ E |              |
| Classicisme, classique                                                               | Château Lasalle                                              | Le Ban-Saint-Martin             | Inscrit MH (1996) · Notice no PA57000002                                                                                       | XVIIIe siècle, château élevé vers le milieu du 18e siècle. La plupart des pièces ont conservé leurs aménagements du 18e siècle.                                                    | 49° 07′ 25″ N, 6° 08′ 54″ E |              |
| Renaissance · Classicisme, classique · Néo-gothique                                  | Château de Logne                                             | Rurange-lès-Thionville          | Notice no IA00038362 | XVIe et XVIIe siècles, XVIIIe et XIXe siècles | 49° 15′ 07″ N, 6° 12′ 21″ E |              |
| Château fort · Ruine ou disparu                                                      | Château Lorraine (Lothringen)                                | Rimling (Schlossberg)           | Notice no IA00037333 | XIe et XVIe siècles, détruit | 49° 05′ 36″ N, 7° 15′ 32″ E |              |
| Classicisme, classique                                                               | Château de Lorry                                             | Lorry-Mardigny                  | Inscrit MH (1993) · Notice no PA00125538                                                                                       | XVIIIe siècle | 48° 59′ 23″ N, 6° 05′ 08″ E |              |
| Maison forte · Ruine ou disparu                                                      | Château de Louvigny                                          | Louvigny                        | Inscrit MH (1994) · Notice no PA00132767                                                                                       | XIVe siècle | 48° 57′ 45″ N, 6° 10′ 55″ E |              |
| Classicisme, classique                                                               | Château de Lue                                               | Hayes                           | Inscrit MH (1981) · Notice no PA00106783                                                                                       | XVIIe et XIXe siècles | 49° 09′ 40″ N, 6° 23′ 04″ E |              |
| Château fort · Classicisme, classique                                                | Château de Luttange                                          | Luttange                        | Inscrit MH (1979) · Notice no PA00106798 · Notice no IA00038288                                                                | XIIIe et XVe siècles, XVIIIe et XXe siècles | 49° 16′ 10″ N, 6° 18′ 34″ E |              |
| Château fort · Ruine ou disparu                                                      | Château de Lutzelbourg (Lützelburg)                          | Lutzelbourg                     | Classé MH (1930) · Notice no PA00106799                                                                                        | XIe et XIIe siècles | 48° 43′ 57″ N, 7° 15′ 15″ E |              |
| Château fort                                                                         | Château de Malbrouck (Burg Meinsberg)                        | Manderen-Ritzing                | Classé MH (1930) · Notice no PA00106800 · Notice no IA00037489                                                                 | XIVe et XVe siècles, XVIIe et XVIIIe siècles, musée, propriété du conseil départemental de Moselle                                                                                 | 49° 27′ 27″ N, 6° 25′ 59″ E |              |
| Renaissance · Classicisme, classique                                                 | Château de Mardigny                                          | Lorry-Mardigny                  | Classé MH (1963) · Inscrit MH (1984) · Notice no PA00106796                                                                    | XVIe et XVIIe siècles, XVIIIe et XIXe siècles | 48° 58′ 33″ N, 6° 05′ 12″ E |              |
| Château fort · Ruine ou disparu                                                      | Château de Marimont (Château des seigneurs de Réchicourt)    | Bourdonnay                      | Inscrit MH (1991) · Notice no PA00107053                                                                                       | XVe siècle, détruit, chapelle funéraire néoclassique | 48° 44′ 01″ N, 6° 43′ 47″ E |              |
| Manoir, gentilhommière                                                               | Manoir de Marivaux                                           | Hayes                           | | | 49° 10′ 53″ N, 6° 21′ 52″ E |              |
| Château fort · Ruine ou disparu                                                      | Château de Marsal et fortifications                          | Marsal                          | Notice no IA57000515 | XIIIe et XVIe siècles, XVIIe et XIXe siècles | 48° 47′ 18″ N, 6° 36′ 20″ E |              |
| Château fort · Ruine ou disparu                                                      | Château de Meilbourg (Meilberg)                              | Illange                         | | Moyen Âge, détruit | 49° 19′ 40″ N, 6° 10′ 47″ E |              |
| Éclectisme                                                                           | Château de Mercy                                             | Ars-Laquenexy                   | Inscrit MH (2019) · Notice no PA57000042                                                                                       | XXe siècle, propriété privée | 49° 05′ 04″ N, 6° 14′ 38″ E |              |
| Forteresse, fort(ification)                                                          | Fortification de Metz                                        | Metz                            | Inscrit MH (1929, 1932, 1971) · Classé MH (1966, 1982) · Notice no PA00106837 · Notice no PA00106841                           | XIIIe et XVIe siècles, XVIIIe siècle | 49° 07′ 04″ N, 6° 11′ 08″ E |              |
| Classicisme, classique                                                               | Château de Montoy                                            | Ogy-Montoy-Flanville            | | Il y a une chapelle au château, copropriété privée | 49° 07′ 12″ N, 6° 16′ 39″ E |              |
| Classicisme, classique · Ruine ou disparu                                            | Château de Morainville                                       | Rimling (Schoenhof)             | Notice no IA00037320 | XVIIIe et XXe siècles, détruit, remplacé par une ferme | 49° 05′ 36″ N, 7° 14′ 00″ E |              |
| Château fort · Ruine ou disparu                                                      | Château de Mouterhouse (Wasserburg)                          | Mouterhouse (Kapellenhof)       | Notice no IA00037973 | XVIe siècle, détruit, seule une chapelle survit | 48° 59′ 23″ N, 7° 26′ 32″ E |              |
| Renaissance                                                                          | Château de Moyeuvre                                          | Moyeuvre-Grande                 | | XVIe et XIXe siècles | 49° 15′ 02″ N, 6° 02′ 45″ E |              |
| Manoir, gentilhommière · Classicisme, classique                                      | Château d'Oeutrange (d'Œutrange)                             | Thionville                      | Notice no IA57000026 | XVIIe et XVIIIe siècles, ferme | 49° 24′ 14″ N, 6° 06′ 18″ E |              |
| Classicisme, classique                                                               | Château dit ferme d'Olferding (Albertingen, Olbertingen)     | Gros-Réderching (Olferding)     | Notice no IA00056336 | XVIIIe siècle, demeure fermière bourgeoise, propriété privée | 49° 04′ 12″ N, 7° 14′ 27″ E |              |
| Classicisme, classique                                                               | Château d'Oriocourt                                          | Oriocourt                       | | XVIIIe siècle, actuellement abbaye bénédictine depuis 1860 | 48° 51′ 56″ N, 6° 24′ 53″ E |              |
| Château fort · Ruine ou disparu                                                      | Château d'Ottange (Otange)                                   | Ottange                         | Classé MH (1840) · Notice no PA00106931                                                                                        | XIIIe siècle, abandonné | 49° 26′ 29″ N, 6° 01′ 36″ E |              |
| Classicisme, classique                                                               | Château de Pange                                             | Pange                           | Inscrit MH (1986) · Classé MH (1990) · Notice no PA00106932 · Jardin remarquable · Notice no JAR0000146                        | XVIIe et XVIIIe siècles, XIXe siècle, propriété privée | 49° 05′ 01″ N, 6° 21′ 14″ E |              |
| Château fort · Classicisme, classique                                                | Château de Pépinville                                        | Richemont                       | | XIVe et XVIIIe siècles, propriété privée | 49° 17′ 10″ N, 6° 10′ 01″ E |              |
| Renaissance · Ruine ou disparu                                                       | Château de Philippsbourg (Philippsburg)                      | Philippsbourg                   | Notice no IA00037989 | XVIe siècle, château détruit, des armoiries et une rosace sculptée datée 1604, remployées dans une ferme, sont les derniers souvenirs du château                                   | 48° 59′ 10″ N, 7° 33′ 46″ E |              |
| Château fort · Ruine ou disparu                                                      | Château de Philippsfels                                      | Philippsbourg                   | | Moyen Âge, château fort détruit | 48° 59′ 04″ N, 7° 34′ 07″ E |              |
| Château fort · Renaissance · Classicisme, classique                                  | Château de Preisch                                           | Basse-Rentgen                   | Inscrit MH (1986) · Classé MH (1995) · Notice no PA00106731 · Notice no IA00053394                                             | Moyen Âge, XVIe et XVIIe siècles, XVIIIe et XIXe siècles | 49° 29′ 54″ N, 6° 12′ 57″ E |              |
| Château fort · Forteresse, fort(ification)                                           | Tour aux Puces (Flohturm)                                    | Thionville                      | Inscrit MH (1932) · Notice no PA00107018 · Notice no IA57000189 · Notice no M0534                                              | Moyen Âge, XVIe et XIXe siècles, musée | 49° 21′ 29″ N, 6° 10′ 09″ E |              |
| Château fort · Renaissance                                                           | Château de Rahling (Rahlingen)                               | Rahling                         | Classé MH (1994) · Inscrit MH (1994) · Notice no PA00107044 · Notice no IA00056348                                             | XIVe et XVe siècles, XVIe et XVIIe siècles, château composé d'un corps de logis et de bâtiments agricoles Propriété publique                                                       | 48° 59′ 31″ N, 7° 13′ 03″ E |              |
| Château fort · Ruine ou disparu                                                      | Château de Ramstein                                          | Baerenthal (Schlossberg)        | Notice no IA00037761 · Site classé (1924)                                                                                      | XIIIe siècle | 48° 59′ 05″ N, 7° 31′ 22″ E |              |
| Château fort · Classicisme, classique                                                | Château de Réchicourt (Rixingen)                             | Réchicourt-le-Château           | Inscrit MH (1988) · Notice no PA00106973                                                                                       | XVe et XVIe siècles, XVIIe et XVIIIe siècles | 48° 39′ 58″ N, 6° 50′ 27″ E |              |
| Pavillon de chasse · Styles xxe siècle                                               | Château Rexroth                                              | Charleville-sous-Bois           | | XXe siècle, établissement de soins de suite et de réadaptation Filieris | 49° 11′ 50″ N, 6° 23′ 44″ E |              |
| Château fort · Ruine ou disparu                                                      | Château de Rodemack (Rodemachern)                            | Rodemack                        | Classé MH (1981) · Notice no PA00106976 · Notice no IA00053323                                                                 | XIIe et XIIIe siècles, XVe et XVIe siècles, XVIIe et XVIIIe siècles | 49° 28′ 09″ N, 6° 14′ 08″ E |              |
| Forteresse, fort(ification) · Ruine ou disparu                                       | Cité fortifiée de Rodemack (Rodemachern)                     | Rodemack                        | Classé MH (1905) · Notice no PA00106977 · Notice no IA00053322                                                                 | XIIIe et XVe siècles, XVIIe et XVIIIe siècles | 49° 28′ 06″ N, 6° 14′ 20″ E |              |
| Renaissance                                                                          | Château de Romécourt                                         | Azoudange                       | Inscrit MH (1976) · Notice no PA00106727                                                                                       | XVIe et XVIIe siècles, XIXe siècle | 48° 42′ 48″ N, 6° 49′ 51″ E |              |
| Château fort · Ruine ou disparu                                                      | Château de Rothenbourg (Rothenburg)                          | Philippsbourg (Rothenbrunnen)   | Notice no IA00037997 | XIIIe siècle, château fort en ruines, propriété de l'État | 49° 01′ 29″ N, 7° 34′ 32″ E |              |
| Château fort · Classicisme, classique                                                | Château de Roussy-Comté                                      | Roussy-le-Village               | Inscrit MH (1988, 1997) · Notice no PA00106979 · Notice no IA00053352                                                          | XIVe et XVIe siècles, XVIIIe et XIXe siècles | 49° 27′ 12″ N, 6° 11′ 29″ E |              |
| Château fort · Renaissance                                                           | Château de Roussy-Seigneurie                                 | Roussy-le-Village               | Inscrit MH (1988, 1997) · Notice no PA00106979 · Notice no IA00053351                                                          | XIIe et XIVe siècles, XVIe et XVIIIe siècles | 49° 27′ 09″ N, 6° 11′ 32″ E |              |
| Classicisme, classique                                                               | Château de Rudlingen                                         | Sierck-les-Bains                | | XVIIIe siècle, propriété privée | 49° 27′ 08″ N, 6° 22′ 08″ E |              |
| Forteresse, fort(ification) · Ruine ou disparu                                       | Fort de Saint-Julien (Feste Manteuffel)                      | Saint-Julien-lès-Metz           | | XIXe siècle | 49° 08′ 27″ N, 6° 12′ 47″ E |              |
| Classicisme, classique                                                               | Château Saint-Oswald                                         | Filstroff (Beckerholz)          | | à Beckerholz avec chapelle castrale et ferme. | 49° 19′ 30″ N, 6° 30′ 34″ E |              |
| Château fort · Renaissance                                                           | Château Saint-Sixte (Château de Freistroff)                  | Freistroff                      | Inscrit MH (1991) · Notice no PA00106769                                                                                       | XIIe siècle, XVIe et XVIIIe siècles | 49° 16′ 28″ N, 6° 29′ 21″ E |              |
| Classicisme, classique                                                               | Château Sainte-Marie                                         | Manom                           | Notice no IA00038483 | XVIIe et XIXe siècles | 49° 23′ 19″ N, 6° 11′ 03″ E |              |
| Château fort · Résidence épiscopale · Forteresse, fort(ification) · Ruine ou disparu | Château épiscopal de Sarrebourg et fortifications (Saarburg) | Sarrebourg                      | Classé MH (1908) · Inscrit MH (1980) · Notice no PA00106997                                                                    | XIIIe siècle, disparu, demeurent des vestiges des fortifications de la ville | 48° 44′ 05″ N, 7° 03′ 31″ E |              |
| Château fort · Renaissance                                                           | Château de Sarreck                                           | Oberstinzel                     | | XIVe siècle. XVIe et XVIIIe siècles | 48° 47′ 08″ N, 7° 02′ 20″ E |              |
| Château fort · Ruine ou disparu                                                      | Château de Sarreguemines (Saargemünd)                        | Sarreguemines                   | | XIIe siècle, deux tours, une porte, surplombant le centre-ville. | 49° 06′ 39″ N, 7° 03′ 50″ E |              |
| Château fort · Renaissance · Ruine ou disparu                                        | Château du Schlossberg                                       | Forbach                         | | XIIe et XIIIe siècles, XVIe et XVIIe siècles | 49° 11′ 00″ N, 6° 54′ 02″ E |              |
| Classicisme, classique                                                               | Château de Schmittviller (Schmittweiler)                     | Schmittviller (Cour du Château) | Notice no IA00056360 | XVIIIe siècle, demeure bourgeoise, propriété privée | 49° 00′ 27″ N, 7° 10′ 56″ E |              |
| Manoir, gentilhommière                                                               | Château de Sonis                                             | Mouterhouse (Vieille Fonderie)  | Notice no IA00037982 | XIXe siècle, demeure bourgeoise, propriété privée | 48° 59′ 26″ N, 7° 24′ 59″ E |              |
| Château fort · Classicisme, classique                                                | Château de Thionville (château des comtes de Luxembourg)     | Thionville                      | Inscrit MH (1980) · Notice no PA00107011                                                                                       | XVe et XVIIIe siècles | 49° 21′ 29″ N, 6° 10′ 07″ E |              |
| Styles xxe siècle                                                                    | Château du Tournebride (Château Guy de Wendel)               | Hayange                         | | XXe siècle, salle de concert, restaurant | 49° 19′ 30″ N, 6° 04′ 15″ E |              |
| Château fort · Ruine ou disparu                                                      | Château de Turquestein (Türkstein)                           | Turquestein-Blancrupt           | Notice no IA57001107 | Moyen Âge, propriété privée | 48° 35′ 16″ N, 7° 02′ 18″ E |              |
| Styles xxe siècle                                                                    | Château Utzschneider                                         | Sarreguemines                   | | XXe siècle | 49° 07′ 05″ N, 7° 04′ 55″ E |              |
| ?                                                                                    | Château de Valmont (Walmen)                                  | Valmont                         | | propriété privée | ?                           |              |
| Château fort · Résidence épiscopale · Ruine ou disparu                               | Château vieux de Varsberg (Warsberg)                         | Varsberg                        | | XIe siècle, ruine dans la forêt sur le Geisberg | 49° 10′ 14″ N, 6° 37′ 37″ E |              |
| Château fort                                                                         | Château de Varsberg (Warsberg)                               | Ham-sous-Varsberg               | | XIIIe et XVe siècles, XIXe siècle, propriété privée | 49° 10′ 14″ N, 6° 38′ 34″ E |              |
| Maison forte · Domaine viticole                                                      | Château de Vaux                                              | Vaux                            | | XVIe siècle | 49° 05′ 40″ N, 6° 04′ 52″ E |              |
| Classicisme, classique                                                               | Château de Vernéville                                        | Vernéville                      | | XVIIe siècle | 49° 08′ 38″ N, 6° 00′ 25″ E |              |
| Château fort · Classicisme, classique                                                | Château de Volkrange                                         | Thionville                      | Inscrit MH (1984) · Notice no PA00107012 · Notice no IA57000196                                                                | XIIIe siècle, XVIe et XVIIe siècles, XVIIIe et XIXe siècles | 49° 21′ 32″ N, 6° 05′ 17″ E |              |
| Classicisme, classique                                                               | Châteaux de Volmunster (Wolmünster)                          | Volmunster                      | Notice no IA00037371 | XVIIIe siècle | 49° 07′ 15″ N, 7° 21′ 15″ E |              |
| Château fort · Ruine ou disparu                                                      | Château de Vry                                               | Vry                             | | Moyen Âge, vestiges de la tour et des murs préservés | 49° 11′ 21″ N, 6° 19′ 41″ E |              |
| Château fort · Ruine ou disparu                                                      | Château de Waldeck                                           | Éguelshardt (Waldeck)           | Classé MH (1930) · Notice no PA00106755 · Notice no IA00037834                                                                 | XIIIe et XIVe siècles | 49° 01′ 03″ N, 7° 31′ 36″ E |              |
| Château fort · Ruine ou disparu                                                      | Château de Weckersbourg (Weckerburg, Weckersburg)            | Walschbronn                     | Notice no IA00037418 | XVe siècle | 49° 08′ 53″ N, 7° 29′ 03″ E |              |
| Château fort · Ruine ou disparu · Classicisme, classique                             | Châteaux de Weidesheim                                       | Kalhausen (Weidesheim)          | Notice no IA00056338 | XVe siècle, XVIIe et XIXe siècles, château fort primitif en ruines et demeure bourgeoise, propriété privée                                                                         | 49° 02′ 16″ N, 7° 07′ 58″ E |              |
| Classicisme, classique · Ruine ou disparu                                            | Château de Wendel (Château d'Hayange)                        | Hayange                         | Inscrit MH (1987) · Notice no PA00106781                                                                                       | XVIIIe et XIXe siècles, XXe siècle, abandonné | 49° 19′ 31″ N, 6° 04′ 26″ E |              |
| Château fort · Renaissance                                                           | Château de Woippy                                            | Woippy                          | Classé MH (1968) · Notice no PA00107030                                                                                        | XIIIe et XIVe siècles, XVIe et XVIIe siècles, propriété privée | 49° 09′ 07″ N, 6° 08′ 44″ E |              |
| Château fort · Ruine ou disparu                                                      | Château de Xouaxange (Schweixingen, Le Stock)                | Xouaxange                       | | Moyen Âge | 48° 41′ 51″ N, 6° 59′ 38″ E |              |

## Sources
- Cet article est partiellement ou en totalité issu de l'article intitulé « Liste des châteaux de Lorraine » (voir la liste des auteurs).
- Liste des châteaux et fortifications protégés au titre des monuments historiques en Lorraine